# サルヴァトーレ・クオモ
サルヴァトーレ・クオモ（Salvatore Cuomo、1972年7月14日 - ）は、イタリア料理人・実業家。

## 人物
1972年にイタリア・ナポリに生まれた。父がイタリア人、母が日本人。ナポリでイタリアンシェフとして勤めていた父に憧れ、11歳のころより料理修行を始めた。幼少期はイタリアと日本、両方の国で過ごす。1984年、彼の父が千葉県でイタリアンレストランを開き、クオモは父と一緒に日本にきた。その時代のことに対してクオモはあまり良い経験ではなかったと言う。
| 「 | 日本のことがあまり好きでは無かったです。たった一年でイタリアに帰り2〜3年間料理学校で修行をしました。18歳の時に父が重い病にかかったため日本に戻り、それからずっと日本にいました。 | 」 |

クオモによれば、そのころから日本でイタリアン料理が流行り始めたという。クオモと兄弟は日本でレストランを成功するには日本人の食生活をまず知ることが大事だと考えた。そして2年間市場を研究し、クオモはオリジナルなナポリピッツァを作ることが出来る新しいレストランを東京に開店した。

## 略歴
今では77店以上のPizza Salvatoreレストラン、5店のThe Kitchen Salvatore Cuomoレストラン（京都、名古屋、上海、ソウル）、Salvatore Cuomo Bros（XEXの下に）、BOTTEGA Casual Dining、CAFE AL GRAZIEとItaliaichiba BARを経営している。

クオモは料理の鉄人や料理の鉄人のアメリカ版、そしてWOWOWのイタリアン料理番組Buono Seraにゲストとしてテレビ番組に何回も出演した。

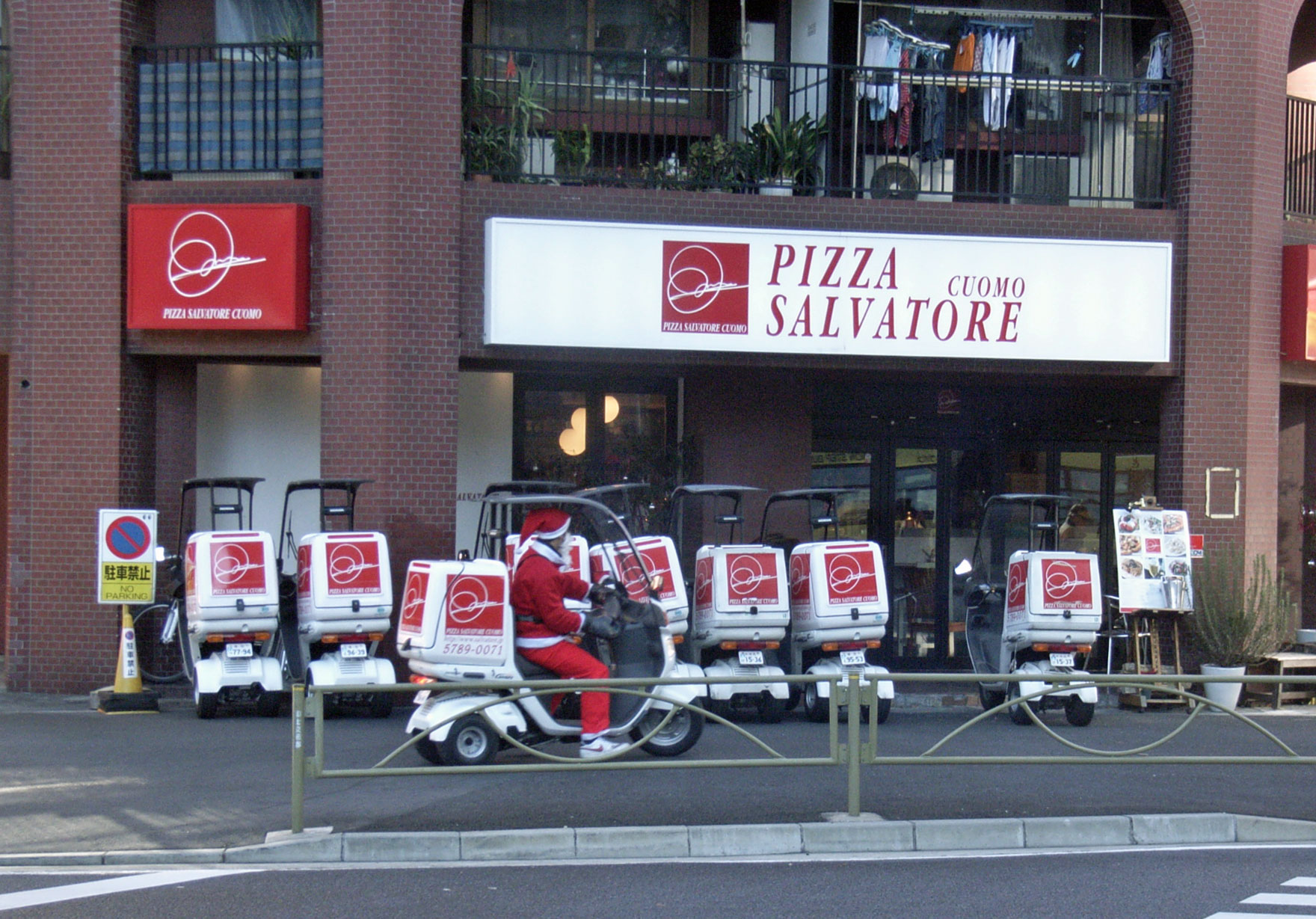
Pizza Salvatoreレストラン

## 経歴

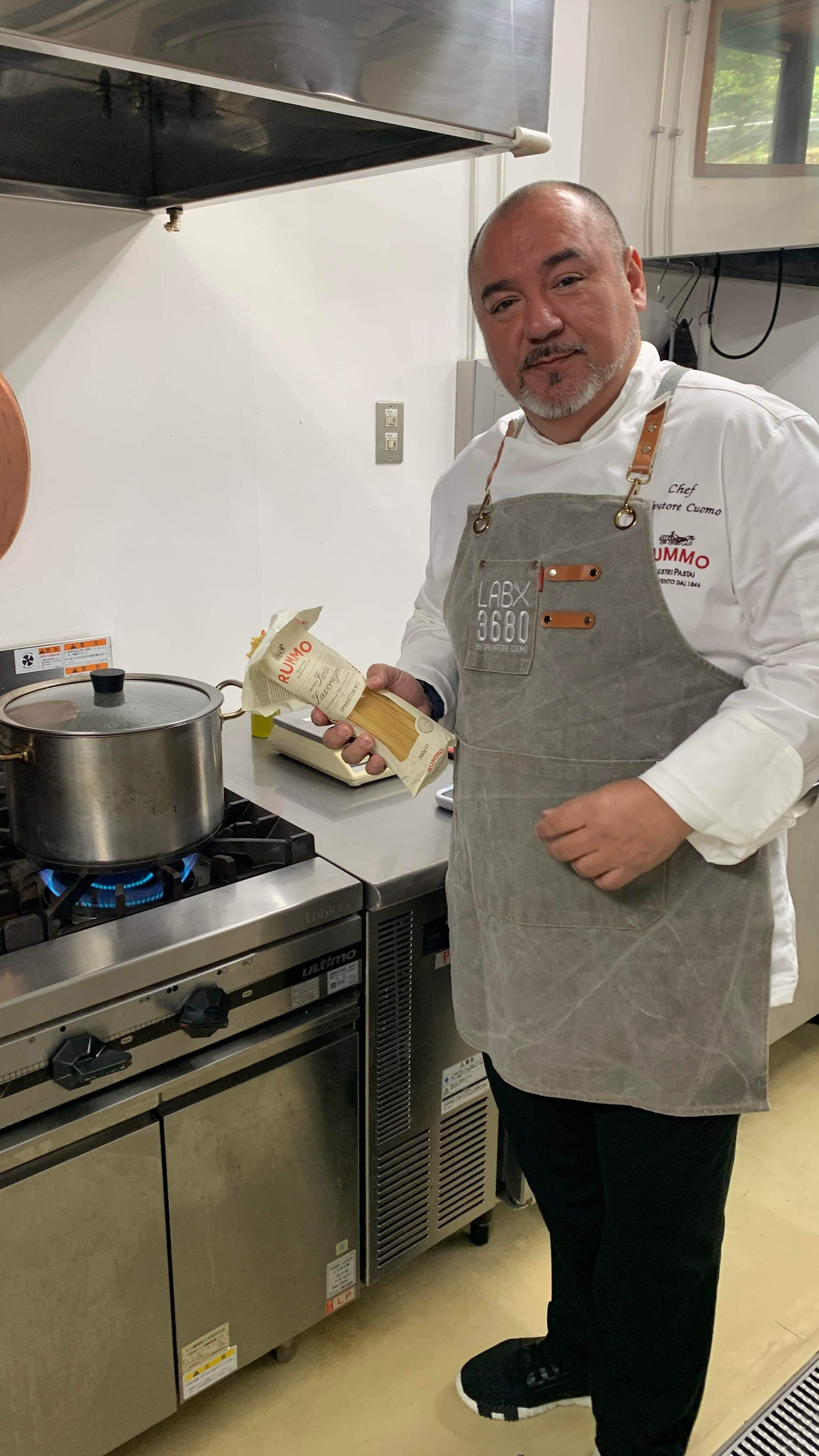
キッチンでのクオモ

1995年4月1日に東京都の目黒川沿いに本格的なナポリピッツァを提供する店『サルヴァトーレ』を開業する。それまで、日本にはナポリピッツアを焼くために必要な摂氏400度の温度を保てる薪窯が無かったため、日本で普及したピザはアメリカ合衆国発祥のピザであったが、クオモはイタリアから薪窯を輸入した。目黒川の店は後に閉店することになるが、店は日本全国で56店（2012年時点）を数えるチェーン店となっている。
2010年にYUCASEE NEWSPAPERがサルヴァトーレクオモと日本の名ショコラティエとして知られる辻口博啓とコラボすると報告した。2014年3月にANAインターコンチネンタル万座ビーチリゾート内に出店。
2013年12月にサルヴァトーレクオモが運営するLe Chocolat de Hの辻口がパリで行われた世界パティシエ大会Salon Du Chocolatで最優秀賞を受賞。
2014年2月にクオモは台湾で初めてレストランを開店した。TVBSはクオモの台湾進出によって$7000万ドルの経済効果をもたらすと報じた。
2014年5月、クオモのピザシェフPaul Huangが台北市でCaputo Cupを受賞した。Paul Huangは史上初めてItalian Neoploitan Pizzaiolo Associtationから認識された台湾人ピザシェフとして知られている。サルヴァトーレクオモもVogue Taiwanや台湾のテレビ番組に出演し、初の台湾人ピザシェフの優勝者が話題になった。
2014年6月に台湾の雑誌Bazarがクオモを2014年に台湾に到着してきたもっとも重要な人物と認定した。
現在クオモはワイズテーブルコーポレーション（東証2798）の副会長とCOO、エグセクティブシェフを務めている。

## テレビとメディア

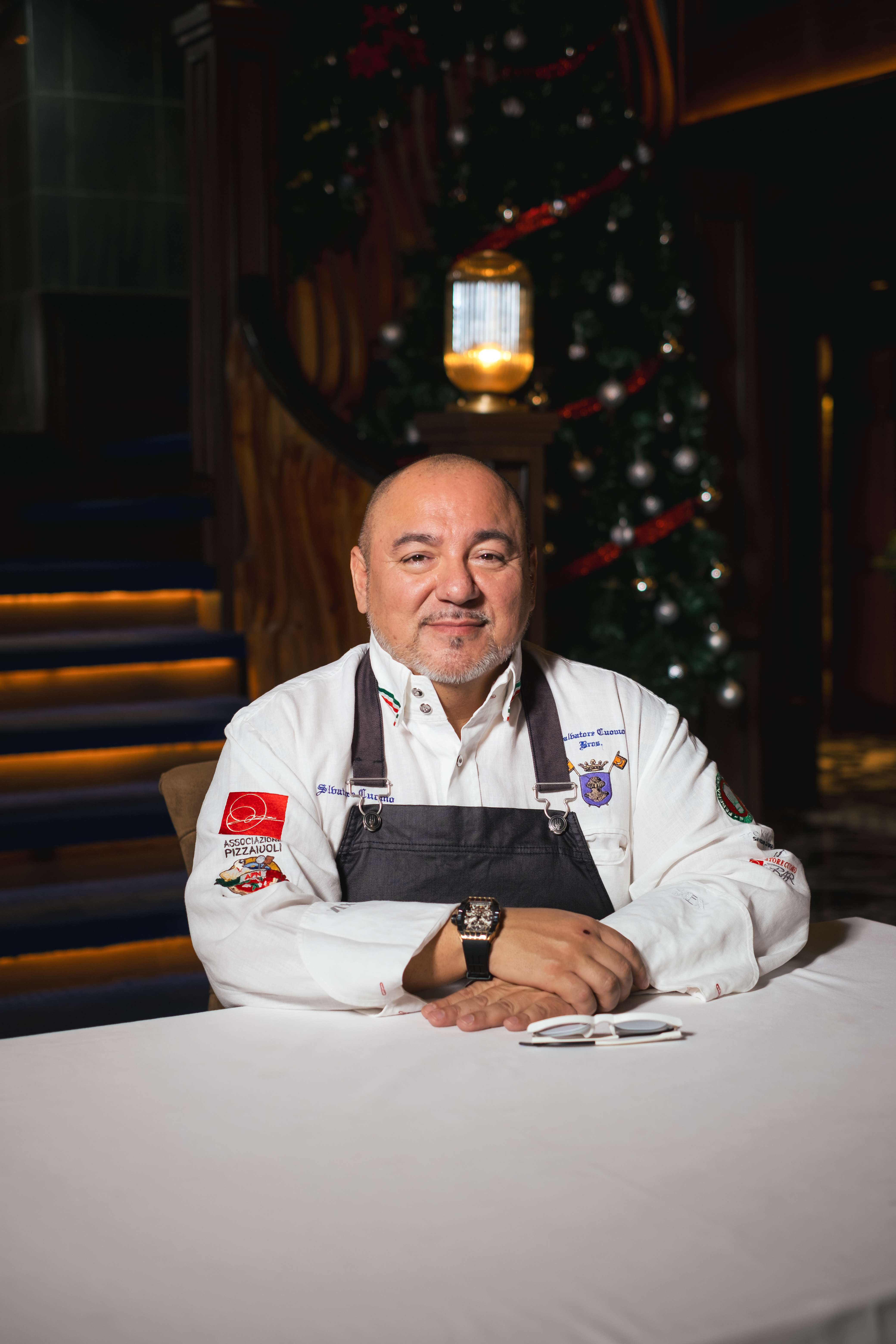
サルヴァトーレ・クオモ

2010年6月に中国での初めてのVPNから認識されたナポリレストランの成功後に中国の雑誌Sina Fashiongがクオモを「ナポリからの贈り物」と名づけた。
2013年2月、韓国の編集者ジュー・ヨングックは、韓国で初めてのSalvatore Cuomo Restaurantが開店したのを、まるで1985年に韓国に初めてピッツァが登場したのが繰り返されているようだと書いた。料理評論家は、クオモが韓国でもピッツァを焼くための本格的な木材オーブンを作るために地方の名工を訪ねたと述べ、彼を「大切なご褒美」と呼んだ。
2013年にクオモが運営するXEX Tokyo RestaurantがトラベルチャンネルのAnthony Bourdainの番組Anthony Bourdain: No Reservations Tokyoから日本のエリートの最後の行き先と断言した。

## 受賞
2006年、2007年と2008年にクオモシェフはNaples World Pizza Championshipで行われたInternational Pizza Festivalでトップ3に入る。
2009年にクオモはイタリアとフランス商品をアジアに広めたためORDRE DES COTEAUX DE CHAMPAGNEから葡萄酒業界のプロモーション活動を認定された。
2010年に世界初Mozzarella Bufala Capanaの大使の称号を得た。2013年に高質なレストランでParma Hamを取り使われたためParma Ham ProscuittoからParma Ham Specialist賞を受賞した。

### その他
- 2010年 - N.1 日本ピザグループ: Pizza Salvatore Cuomo ( Oricon chart Japan )
- 2012年 -  ORDRE DES COTEAUX DE CHAMPAGNE ( Officier )
- 2012年 - N.1 日本ピザグループ: Pizza Salvatore Cuomo ( Oricon chart Japan )
- 2013年 - APN アジア大使
- 2014年 - Parma Ham スペシャリスト
- 2016年 - Guinness World Record in Naples: 世界一長いピッツァ(ナポリにいて)

## 本
- NAPOLI―ナポリの食卓へようこそ（1995) - （日本語）
- パスタは陽気に―VIVA LA PASTA（1997) - （日本語） ※パンツェッタ・ジローラモとの共著
- 太陽の食卓（1999) - （日本語）